# 向井修二

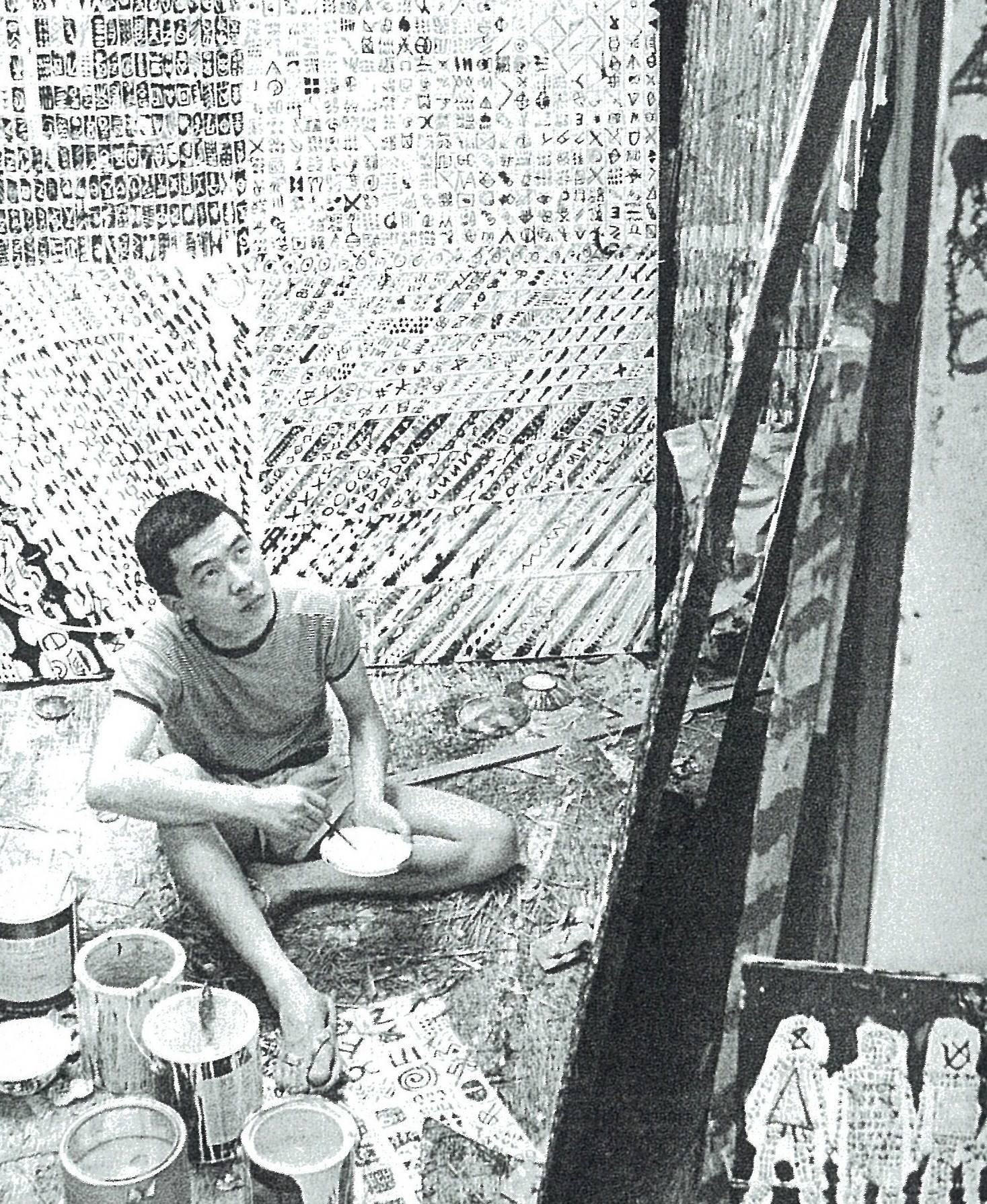
向井修二

向井 修二（むかい しゅうじ、1940年 - ）は、日本の画家。

## 来歴
1940年（昭和15年）、神戸市に生まれる。大阪美術学校（現・大阪美術専門学校）で学ぶ。1959年（昭和34年）、西宮市美術協会で元永定正と出会い、同年の第8回具体美術展に出品。1961年（昭和36年）、具体美術協会の会員となる。同年の第10回具体美術展で《記号の部屋》を出品。1963年（昭和38年）、グタイピナコテカで初個展。1965年（昭和40年）にサンフランシスコ美術館で開催され、1967年（昭和42年）まで全米を巡回した「日本の新しい絵画と彫刻」展に出品。

## 主な作品収蔵先
- ニューヨーク近代美術館
- グッゲンハイム美術館
- 国立国際美術館
- 兵庫県立美術館
- ラチョフスキー・コレクション(ダラス)